# Helen Holmes

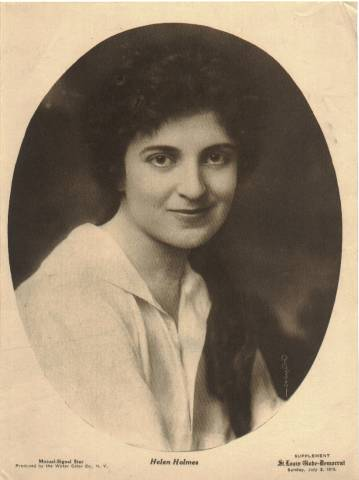
Porträt von Holmes (1916)

Helen Holmes (* 19. Juni 1892 in Cook County; † 8. Juli 1950 in Burbank) war eine US-amerikanische Schauspielerin, Drehbuchautorin, Regisseurin und Filmproduzentin. Bekannt wurde sie vor allem für ihre Hauptrolle im Abenteuer-Serial The Hazards of Helen. Es nahm im Vergleich zu anderen damaligen Serials mit weiblichen Charakteren eine besondere Rolle ein, unter anderem da Holmes’ Figur sich eigenständig aus gefährlichen Situationen rettete und die Darstellerin die Stunts selber ausführte. Deswegen wird die Reihe mitunter als erstes Action-Franchise der Kinogeschichte angesehen. Holmes war durch die beliebte Reihe in der Öffentlichkeit bekannt, wobei sich ihre Popularität durch nach dem Ende von The Hazards of Helen gedrehte, ähnliche Produktionen weiter steigerte.
Trotz ihrer insgesamt relativ kurzen Karriere im Filmgeschäft wird Holmes von einigen Filmhistorikern aufgrund der von ihr verkörperten emanzipierten Frauen sowie ihrer Tätigkeit als eine der wenigen weiblichen US-amerikanischen Filmschaffenden im frühen 20. Jahrhundert als Vorreiterin bezeichnet.

## Frühe Jahre
Über Helen Holmes’ frühes Leben finden sich nur wenige gesicherte Fakten. Ihr Vater Louis war 25 Jahre vor ihrer Geburt aus Norwegen in die Vereinigten Staaten eingewandert und arbeitete zunächst als Angestellter für die Eisenbahngesellschaft Illinois Central Railroad, anschließend für die Chicago and Eastern Illinois Railroad. Wie Holmes später berichtete, brachte er ihr das Steuern einer Lokomotive bei. Er und seine Ehefrau Sophia hatten außer Helen einen älteren Sohn sowie eine jüngere Tochter.
Zu Holmes’ Geburtsdatum und -ort gibt es unterschiedliche Angaben. Laut einem Sachbuch von 1990 wurde sie am 7. Juli 1892 in Louisville geboren. Andere Quellen geben stattdessen 1891 oder 1894 als Geburtsjahr sowie South Bend als Geburtsort an. Letztere Information basiert womöglich auf einem Interview von Holmes, in dem sie behauptete, auf einer Farm in South Bend geboren worden zu sein und später in Chicago gelebt zu haben. Ein mehrere Jahre später erschienener Zeitschriftenartikel erwähnte einen privaten Eisenbahnwaggon ihres Vaters als Geburtsort. Tatsächlich wurde Holmes gemäß einer nationalen Volkszählung aus dem Jahr 1900 am 19. Juni 1892 in Cook County geboren.
Laut einigen Publikationen ging Holmes als Mädchen in eine kirchliche Schule, den St Mary’s Convent in South Bend. Nach eigenen Angaben besuchte sie als junge Frau die Kunstschule des Art Institute of Chicago und verdiente Geld als Werbeposter-Model der Eisenbahngesellschaft Atchison, Topeka and Santa Fe Railway. Ungefähr im Alter von 18 Jahren zog sie ins Death Valley, erlernte auf einer Ranch im Inyo County den Umgang mit Pferden, den Gebrauch von Schusswaffen sowie das Goldschürfen und lebte angeblich eine Zeit lang zusammen mit Ureinwohnern. Zu ihren Beweggründen existieren ebenfalls mehrere Versionen. Laut einer lud ihr Bruder, der sich als Farmer in Kalifornien versuchte, sie dorthin ein. Gemäß einer anderen zog Holmes zusammen mit ihrer Familie auf die Ranch. Die Eltern sollen sich vom dortigen Klima eine Genesung des lungenkranken Sohns erhofft haben, zumal der Vater ins kalifornische Minengeschäft einsteigen wollte. In einer dritten Version war Holmes’ Mutter verwitwet und wollte mit dem Umzug in das warme Gebiet die Tuberkulose ihrer Kinder lindern. Aufgrund ihrer Geldnot habe sie in ein geplantes Immobiliengeschäft investiert, das sich als Betrugsmasche herausstellte und die Familie ihre gesamten Ersparnisse kostete.

## Karriere

### Anfänge
Holmes verließ Anfang der 1910er Jahre nach dem Tod ihres Bruders das Death Valley. Nach einigen Quellen lebte sie für eine kurze Zeit in New York City und feierte dort am Theater ihr Debüt als Schauspielerin, ehe sie nach Kalifornien zurückkehrte. Es ist jedoch nicht klar, ob es sich bei der Frau wirklich um Holmes oder eine Namensvetterin handelte, die zur selben Zeit am Broadway wirkte. Hingegen ist erwiesen, dass Holmes in dem Zeitraum die Schauspielerin Mabel Normand kennenlernte und sich mit ihr anfreundete.
Normand machte Holmes mit ihrem Arbeitgeber Mack Sennett bekannt. Er erklärte sich bereit, sie unter Vertrag zu nehmen, worauf Holmes in Produktionen seiner Keystone Studios kleine Nebenrollen übernahm. Sie blieb ungefähr ein Jahr lang bei Keystone beschäftigt, bis sie 1912 den Schauspieler und Regisseur J. P. McGowan kennen lernte. Er überzeugte sie davon, zu kündigen und stattdessen für die Kalem Company tätig zu werden, für die er seit einigen Jahren regelmäßig drehte. Der gebürtige Australier McGowan hatte wie Holmes eine Verbindung zur Eisenbahn, da er in der Eisenbahnerstadt Terowie geboren worden war und in Camperdown nahe Sydney aufwuchs, wo sein Vater als Ingenieur für die New South Wales Government Railways arbeitete. Er drehte fortan etliche Kurzfilme mit Holmes in der Hauptrolle, meistens im Eisenbahnmilieu spielende Dramen und Western.

### The Hazards of Helen
Im November 1914 wurde die erste Episode des Kalem-Serials The Hazards of Helen veröffentlicht. Es handelte von der titelgebenden, von Holmes verkörperten Telegraphistin, die in einem abgelegenen Depot arbeitet und beispielsweise mit außer Kontrolle geratenen Lokomotiven oder Banditen, die die Züge ausrauben wollen, konfrontiert wird. The Hazards of Helen unterschied sich aus zwei Gründen von den meisten anderen damaligen Serials mit weiblichen Charakteren. Zum einen wurde die Hauptfigur größtenteils nicht von einem Mann gerettet, sondern bewältigte die gefährlichen Situationen selbst, wobei ihre Fähigkeiten oft von sexistischen männlichen Charakteren unterschätzt wurden. Daneben erzählte jede Episode eine abgeschlossene Geschichte. Damals waren bei Serials Cliffhanger-Enden üblich, weswegen The Hazards of Helen von einigen Filmhistorikern nicht als Serial, sondern Kurzfilmreihe eingestuft wird. Es wird aus demselben Grund vereinzelt als erstes Action-Franchise der Filmgeschichte bezeichnet.
Holmes spielte nicht nur die Protagonistin in The Hazards of Helen, sondern verfasste auch die Drehbücher einiger Folgen und übernahm gelegentlich die Regie. Eine weitere Besonderheit der Reihe war, dass die Hauptdarstellerin die Stunts oft selbst ausführte. In den 1910er Jahren übernahmen sonst nur Frauenkleider tragende Männer für Schauspielerinnen zu gefährliche Szenen. Auch Holmes wurde mitunter gedoubelt, wobei neben zwei Stuntmännern am häufigsten die Schauspielerin Helen Gibson zum Einsatz kam, die aus diesem Grund als erste professionelle Stuntfrau der Vereinigten Staaten gilt.
Holmes schilderte 1916 in einem Interview, dass Schauspielerinnen, die in ihren Filmen „echte Nervenkitzel“ erleben wollen, das Skript selbst verfassen müssten. Fast alle Drehbücher würden von Männern geschrieben, die ihre weiblichen Figuren „nichts Waghalsiges“ machen ließen, da sie das selbst auch nicht tun würden. So fuhr Holmes auf einem schnellen Motorrad von einem hochgelegenen Pier oder klammerte sich an einer Trestle-Brücke fest, um anschließend auf das Dach eines fahrenden Zugs zu springen. In weiteren Folgen kletterte sie auf einen Wasserturm, wurde von ihren Gegnern an Gleise gefesselt und musste sich befreien, um nicht von einem Güterwagen überfahren zu werden, oder verfolgte einen Räuber, indem sie von einer Brücke auf ein Waggondach und anschließend in einen Fluss sprang, ehe sie ihn am Ufer überwältigte.
The Hazards of Helen war beim Publikum sehr erfolgreich, weswegen über Holmes regelmäßig in Filmzeitschriften und damals neu gegründeten Boulevardzeitungen berichtet wurde. Zudem führte sie 1917 auf dem California State Fair einen ihrer Stunts vor. Sie stand dabei auf einer Lokomotive, die auf eine andere zuraste. Kurz vor dem Zusammenstoß sprang Holmes in ein nahestehendes Auto. Laut einer Tageszeitung wollten ihr derart viele Personen zusehen, dass der Zuschauerandrang von der Polizei unter Kontrolle gebracht werden musste. Der Beruf brachte ihr jedoch neben diesen Vorteilen auch gesundheitliche Nachteile. Bei einem Setunfall rammte Holmes einen Kaktus, wodurch sie beinahe ein Auge verlor. Daneben kostete ein Sprung von einem Pferd auf einen vorbeirasenden Zug sie angeblich einen Daumen. Bei zwei weiteren Zwischenfällen blieb Holmes nur durch Glück unverletzt. An einem Drehtag fing ihre Kleidung fast Feuer, als sie in einem brennenden Waggon drehte. In einer anderen Episode fuhr sie einen steilen Abhang in einem Lastwagen hinunter, dessen Bremsen versagten. Das Fahrzeug kam erst nach einem Unfall zum Stehen.
Ein Hobby von Holmes erwies sich für ihre Arbeit als nützlich. In ihrer Freizeit fuhr sie gerne Rennwagen und wollte oft an Autorennen teilnehmen, was ihr aufgrund ihres Geschlechts aber in der Regel untersagt wurde. Dafür übernahm sie in ihren Serials öfter das Autosteuer und fuhr beispielsweise in einer Episode von The Hazards of Helen mit ihrem Wagen vom San Pedro Pier in Los Angeles auf eine knapp neun Meter entfernte Schute. Für die erfolgreiche Ausübung des Stunts brauchte sie vier Versuche.

### Weitere Karriere
Nach der Produktion von 48 The Hazards of Helen-Episoden kündigten Holmes und McGowan aus nicht näher bekannten Gründen bei Kalem. Nach einem kurzen Zwischenstopp bei Universal Pictures gründeten die beiden ein eigenes Filmunternehmen, die Signal Film Corporation, und drehten von 1915 bis 1917 mehrere Produktionen. Holmes war nicht nur deren Hauptdarstellerin, sondern auch Co-Drehbuchautorin und Mitproduzentin. Sie übernahm zumeist der Protagonistin aus The Hazards of Helen ähnliche Rollen. Diese waren die einzigen Frauen in Depots beziehungsweise Bergbaustädten, verhinderten Zugunglücke, stellten Räuber und retteten Männer aus misslichen Lagen. Die Serials spielten an den Kinokassen jeweils mehr als zwei Millionen Dollar ein, wodurch Holmes’ Popularität weiter stieg. 1918 wurde die Signal Film Corporation aufgelöst, da ihr Partnerunternehmen, die Mutual Film Company, sich nicht mehr an der Finanzierung beteiligen wollte. Zudem beendete Holmes die Zusammenarbeit mit McGowan, weil er in ihren Projekten weiterhin auf gefährlichen Stunts und abgelegenen Drehorten bestand, was sie körperlich stark belastete.
1919 war Holmes abermals in einem Serial zu sehen. Es wurde von einem unabhängigen Unternehmen finanziert, das der Inhaber für Holmes persönlich gegründet hatte. Um das Serial zu bewerben, ließ er sie in zwischen dem Broadway und der 42nd Street Loopings fliegen. Im Gegensatz zu ihren gewohnten Rollen spielte sie in The Fatal Fortune eine Zeitungsreporterin, die in der New Yorker High Society „haarsträubende Abenteuer“ erlebte. Allerdings sagte Holmes die Rolle nicht zu, weswegen sie im Jahr darauf beschloss, selbst ein Filmunternehmen zu gründen. Zu diesem Zweck traf sie eine Vereinbarung mit Albert und Harry Warner, die ihre Produktionen finanzieren und vertreiben sollten. Sie ließ sich von den finanziell angeschlagenen Brüdern überreden, einen Spielfilm zu drehen, dessen Erlös als Produktionskosten zukünftiger Projekte dienen sollte. Als Holmes mit den Dreharbeiten an ihrem Serial The Tiger Band begann, musste sie den Warners einen Vorschuss von 5000 Dollar zahlen, den sie entgegen der Vereinbarung nicht zurückerhielt und vor Gericht nicht einklagen konnte. Aufgrund des fehlenden Marketings floppte The Tiger Band, weswegen Holmes ihr Unternehmen und die Karriere als Filmemacherin aufgab.
Holmes wandte sich allerdings nicht vollständig vom Filmgeschäft ab. Sie spielte weiterhin in Western an der Seite bekannter Darsteller wie Hoot Gibson oder Franklyn Farnum. Im selben Jahr versöhnte sie sich mit McGowan, mit dem sie bis zum Ende des Jahrzehnts erneut etliche Action-Produktionen drehte. Jedoch wurden sie im Gegensatz zu ihren früheren nicht landesweit in den Kinos veröffentlicht, was sich negativ auf die Einspielergebnisse auswirkte. Daneben fand Holmes eine weitere Beschäftigung. Sie trainierte Irish Setter zu Filmhunden, die gelegentlich mit ihr vor der Kamera standen, beispielsweise in einer Komödie mit Hoot Gibson oder in einem von McGowans Actionfilmen.

### Karriereende
Ab Ende der 1920er Jahre erhielt Holmes keine Rollenangebote mehr. Das lag wahrscheinlich an einem gesellschaftlichen Wandel in den Vereinigten Staaten. Im Laufe des Jahrzehnts war die Beliebtheit von abenteuerlustigen, weiblichen Figuren in Actionfilmen beim Publikum immer mehr gesunken, das stattdessen Flapper und Vamps bevorzugte. Ein Redakteur der Los Angeles Times schrieb in einem Artikel von 1936, dass in Serials nun Männer „die Hosen anhaben“ und ehemalige Serial-Stars wie Holmes im Ruhestand seien. Außerdem wollten Studiobosse die Emanzipation von Darstellerinnen einschränken, die auch hinter der Kamera an der Filmproduktion beteiligt waren. Deswegen wurden in diesem Zeitraum wieder verstärkt als Frauen verkleidete Stuntmänner eingesetzt. Holmes’ Comebackversuche waren trotz größerer Nebenrollen in bekannten Filmkomödien nicht erfolgreich, weswegen sie ab 1936 nur noch in einigen Statistenrollen zu sehen war. 1938 wurde sie zur Präsidentin einer Interessenvertretung für Stuntfrauen gewählt.

## Persönliches

### Familie
Aus der Zusammenarbeit zwischen Holmes und McGowan entwickelte sich eine Liebesbeziehung. Sie heirateten während der Produktion von The Hazards of Helen. 1916 wurden die beiden Eltern eines Mädchens. Laut Holmes suchte sie für eine Szene im Serial Lass of the Lumberlands ein passendes Baby und wurde fündig, als sie die Bekanntschaft mit einer kinderreichen, mittellosen Familie machte. Sie habe sich in die kleine Dorothy „verliebt“ und von den leiblichen Eltern die Erlaubnis erhalten, sie zu adoptieren.
Holmes und McGowan gingen 1918 sowohl beruflich als auch privat getrennte Wege. Sie nahmen ihre Beziehung während ihrer erneuten Zusammenarbeit in den 1920er Jahren wieder auf. Nach dem Ende der Dreharbeiten ihres letzten gemeinsamen Films ließen sie sich scheiden. 1926 heiratete Holmes Lloyd Saunders, einen Western-Stuntman.

### Berufe außerhalb des Filmgeschäfts
1918 erwarb Holmes eine Ranch in Utah und hielt dort einige Nutztiere, unter anderem Hühner, Pferde und Ziegen. In einem ihrer zahlreichen Gespräche mit der Filmzeitschrift Photoplay erwähnte sie, eines Tages eine „Viehkönigin“ werden zu wollen. Die weitere Entwicklung ihrer Farm ist nicht überliefert.
Im Jahr 1926 zog Holmes mit ihrer Familie nach Sonora, wo sie eine weitere Ranch betrieb. Infolge mehrerer schlechter Ernten kehrte sie wenige Jahre später nach Hollywood zurück. Angesichts ihrer fehlgeschlagenen Rückkehr ins Filmgeschäft ließ sie sich schließlich im San Fernando Valley nieder. In Burbank eröffnete sie mit ihrem Ehemann einen Antiquitätenladen, in dem sie hauptsächlich Puppen verkaufte.

### Tod
Holmes litt gegen Ende ihres Lebens an einer Herzkrankheit und Tuberkulose. Ihre Gesundheit war bereits durch häufige Lungenentzündungen in ihrer Jugend beeinträchtigt. Sie starb im Juli 1950 im Alter von 58 Jahren an einem Herzinfarkt. Ihr Grab befindet sich auf dem Forest Lawn Memorial Park in Glendale.

## Filmografie (Auswahl)
- 1912: Kings Court (Kurzfilm)
- 1914–1915: The Hazards of Helen (Serial, 48 Folgen, auch Drehbuch und Regie)
- 1915: A Desperate Leap (Kurzfilm, auch Drehbuch und Produktion)
- 1915: A Fight to Finish (Kurzfilm, auch Drehbuch und Produktion)
- 1915: The Girl Engineer (Kurzfilm, auch Drehbuch und Produktion)
- 1915: The Mettle of Jerry McGuire (Kurzfilm, auch Drehbuch und Produktion)
- 1915: When Rogues Fall Out (Kurzfilm, auch Drehbuch und Produktion)
- 1915: The Yellow Star (Kurzfilm, auch Drehbuch und Produktion)
- 1916: The Girl and the Game (Serial, 15 Folgen, auch Drehbuch und Produktion)
- 1916: A Lass of the Lumberlands (Serial, 15 Folgen, auch Drehbuch und Produktion)
- 1917: The Railroad Raiders (Serial, 15 Folgen, auch Drehbuch und Produktion)
- 1917: The Lost Express (Serial, 15 Folgen, auch Drehbuch und Produktion)
- 1919: The Fatal Fortune (Serial, 15 Folgen)
- 1920: The Tiger Band (Serial, 15 Folgen, auch Produktion)
- 1921: Ghost City
- 1924: The Riddle Rider (Serial, 15 Folgen)
- 1943: Immer mehr, immer fröhlicher (The More the Merrier)

## Würdigungen

### Filmfestivals
Im Oktober 2013 stellten die Filmdozentin Jane Gaines und die Filmhistorikerin Ruby Rich beim Filmfestival To Save and Project des Metropolitan Museum of Art unter anderem die Arbeit von Holmes vor. Sie und andere damalige, „wegweisende“ Filmemacherinnen stünden für die emanzipierte Neue Frau, zudem könnten ihr „körperlicher Mut und ihre intellektuellen Fähigkeiten“ auch das heutige Publikum begeistern.
Im März 2017 wurden 13 Episoden von The Hazards of Helen anlässlich eines Thementags über frühe weibliche Filmemacherinnen auf dem Hippodrome Silent Film Festival in Bo’ness aufgeführt. Allison Strauss, die Direktorin des Festivals, bezeichnete Holmes als „bedeutenden kreativen Kopf“.
Holmes wurde zusammen mit anderen weiblichen Filmschaffenden auf dem Florida Film Festival 2019 gewürdigt. Die Filmhistorikerin Elizabeth Weitzman stellte dort bei einer Podiumsdiskussion einige Produktionen sowie die Biografien unter anderem von Holmes und Grace Cunard vor. Sie bezeichnete beide als „frühe Action-Heldinnen“. Sie seien nicht nur Regisseurinnen und Drehbuchautorinnen gewesen, sondern hätten in einer Zeit, als öffentlich diskutiert wurde, ob Frauen „Hosen tragen, Auto fahren und arbeiten“ sollten, diese und andere für damalige Frauen nicht selbstverständliche Tätigkeiten in ihren Filmen „locker“ ausgeführt. Im selben Jahr war das Wirken von Holmes Gegenstand einer ähnlichen Veranstaltung der Austin Film Society. Die mexikanisch-amerikanische Filmemacherin Kelly Daniela Norris erläuterte am Beispiel von The Hazards of Helen die Geschichte der Serial-Hauptdarstellerinnen. Schauspielerinnen wie Holmes stellten, so Norris, Frauen als stark, unabhängig, intelligent und in der Überwindung von Hindernissen kompetent dar. Ebenfalls 2019 wurden Folgen von The Hazards of Helen innerhalb der Reihe Women Pioneer Filmmakers auf dem Not-So-Silent Short Film Festival in San Diego präsentiert.
Im Februar 2024 wurde eine Folge von The Hazards of Helen als Teil der Reihe Gender Rebels auf dem Stummfilmfestival Zürich gezeigt, da Holmes laut Veranstaltern als „Revolutionärin“ der Filmbranche gelte.

### Sonstige Würdigungen
2010 wurde die australische Kurzdokumentation Stunt Love über die gemeinsamen Filmarbeiten von Holmes und McGowan veröffentlicht.
Drei von Holmes gedrehte Hazards of Helen-Episoden waren 2018 auf der DVD-Sammlung Pioneers: First Women Filmmakers des US-amerikanischen Filmvertriebs Kino Lorber enthalten. Sie bestand aus über 50 Kurz- und Spielfilmen früher Filmemacherinnen, neben Holmes’ unter anderem Produktionen von Alice Guy-Blaché, Cleo Madison und Lois Weber.
Im März 2019 führte der The Daily Telegraph Holmes in einer Liste der 35 Frauen, die die Filmgeschichte stark beeinflussten. Sie habe die Tradition weiblicher Action-Darstellerinnen mitbegründet, weswegen ihre Figuren die Vorläuferinnen bekannter moderner Heldinnen des Genres wie Katniss oder Ellen Ripley gewesen seien.